# Model (dokumentarfilm)
|  | Denne artikel er oprettet af botten Steenthbot ud fra en ekstern database. Den kan derfor have sproglige fejl eller mangler. Denne skabelon kan fjernes efter kontrol af indholdet. |

 For alternative betydninger, se Model. (Se også artikler, som begynder med Model)
Model er en dansk portrætfilm fra 2002 instrueret af Tine Katinka Jensen efter eget manuskript.

## Handling
Melissa er 14, kommer fra Greve og er model hos Unique Models. Hun startede som børnemodel, men skal op i 'de voksnes rækker'. Hun skal på plakaten som New Face, til castings, møde udenlandske agenter og til fotosessions. Hun drømmer om at blive professionel model, og filmen følger Melissa i de første uger som New Face.

## Medvirkende
- Melissa Naomi Benjowitz